# Against Nature?
Against Nature? («¿Contra la naturaleza?» o «¿Contra natura?») fue una exhibición sobre la homosexualidad en animales realizada por el Museo de Historia Natural de la Universidad de Oslo, en Noruega. La exhibición es la primera en dedicarse exclusivamente a la homosexualidad en animales.
La exhibición incluía imágenes, animales y modelos de animales de los que se ha descrito comportamiento homosexual. Entre ellos se encontraban fotos de ballenas francas australes y jirafas realizando actos homosexuales. El museo afirmó que quería «ayudar a desmistificar la homosexualidad humana [...] esperamos que se rechacen los demasiado conocidos argumentos de que los actos homosexuales son crímenes contra natura.» La mayoría de la exhibición estaba basada en los trabajos de Bruce Bagemihl y Joan Roughgarden.
La exhibición fue iniciada por la Autoridad estatal noruega para museos, bibliotecas y archivos (ABM) como parte de su programa «Break», impulsando a museos, bibliotecas y archivos a realizar investigación y exhibiciones de carácter controvertido y tabú. Against Nature? fue una respuesta directa a ese desafío y ha recibido apoyo financiero de ABM.
Transcurrió de septiembre de 2006 a agosto de 2007. Fue bien recibida, incluyendo los grupos de visitantes habituales, principalmente familias. Posteriormente, la exhibición fue mostrada en diversas ciudades: Bergen, Trondheim, Maastricht, Génova y Estocolmo (donde se llama «Animales del arco iris»).